# Echinoderes nybakkeni
Echinoderes nybakkeni är en djurart som tillhör fylumet pansarmaskar, och som beskrevs av Higgins 1986. Echinoderes nybakkeni ingår i släktet Echinoderes och familjen Echinoderidae. Inga underarter finns listade i Catalogue of Life.